# Heteropterys falcifera
Heteropterys falcifera är en tvåhjärtbladig växtart som beskrevs av Adrien Henri Laurent de Jussieu. Heteropterys falcifera ingår i släktet Heteropterys och familjen Malpighiaceae. Inga underarter finns listade i Catalogue of Life.